# George Levitt

Allgemeine Strukturformel der Sulfonylharnstoffe
Y = N oder CH

Chlorsulfuron

George Levitt (* 19. Februar 1925 in Newburgh (New York); † 3. September 2023) war ein US-amerikanischer Chemiker, der die Herbizidfamilie der Sulfonylharnstoffe (SU) entdeckte. Diese sind sehr vielseitig, sodass für praktisch jede Anbaukultur ein selektives Derivat gefunden wurde.

## Leben
Während des Zweiten Weltkriegs diente Levitt in der U.S. Navy. 1956 fing er bei DuPont im Bereich Agrochemie an. 1957 synthetisierte er verschiedenen Derivate der Arylsulfonylisocyanate, die allerdings keine biologische Aktivität zeigten. Trotzdem wurden sie in DuPonts Substanzbibliothek aufgenommen.
1974 entdeckte ein Entomologe bei DuPont eine gewisse herbizide Wirkung bei einer von Levitts Verbindungen. Levitt manipulierte die Struktur des Antidiabetikums Tolbutamid und stellte Derivate davon her. 1975 fand er R4321, das eine ausgezeichnete Wirkung zeigte. Im Februar 1976 entdeckte er schließlich Chlorsulfuron, das 1982 als erster Sulfonylharnstoff kommerzialisiert wurde.
In Deutschland wurde 1985 mit Metsulfuron-methyl der erste Sulfonylharnstoff auf den Markt gebracht. Die Aufwandmenge, um ein Feld unkrautfrei zu halten, sank mit den Sulfonylharnstoffen um den Faktor 100 bis 1000 auf 7–45 g·ha−1. Vorher waren noch bis zu 2500 g·ha−1 nötig (Triallat).
1989 wurde Levitt mit dem ACS Award for Creative Invention ausgezeichnet. 1993 erhielt er die National Medal of Technology.